# Lik
För andra betydelser, se Lik (olika betydelser).

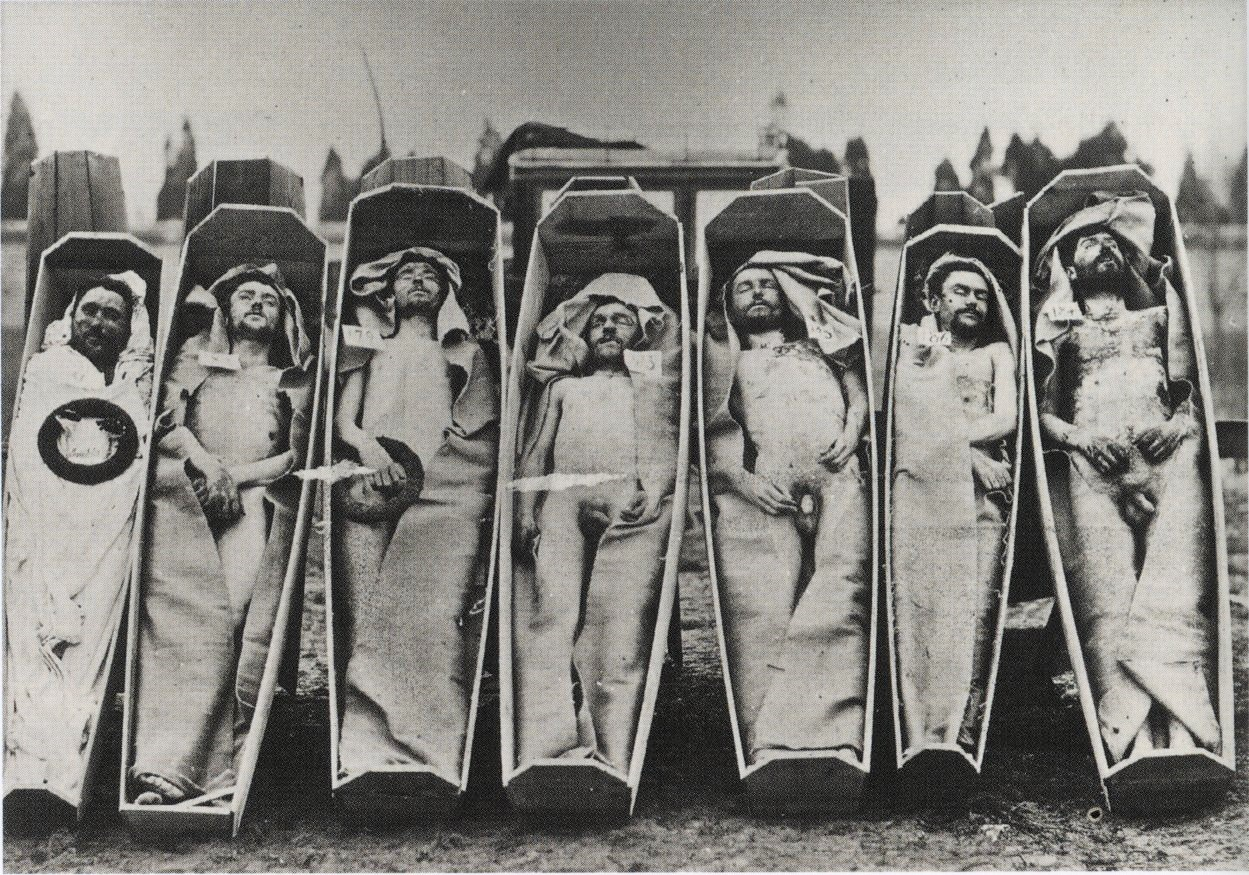
Liken efter några pariskommunarder.

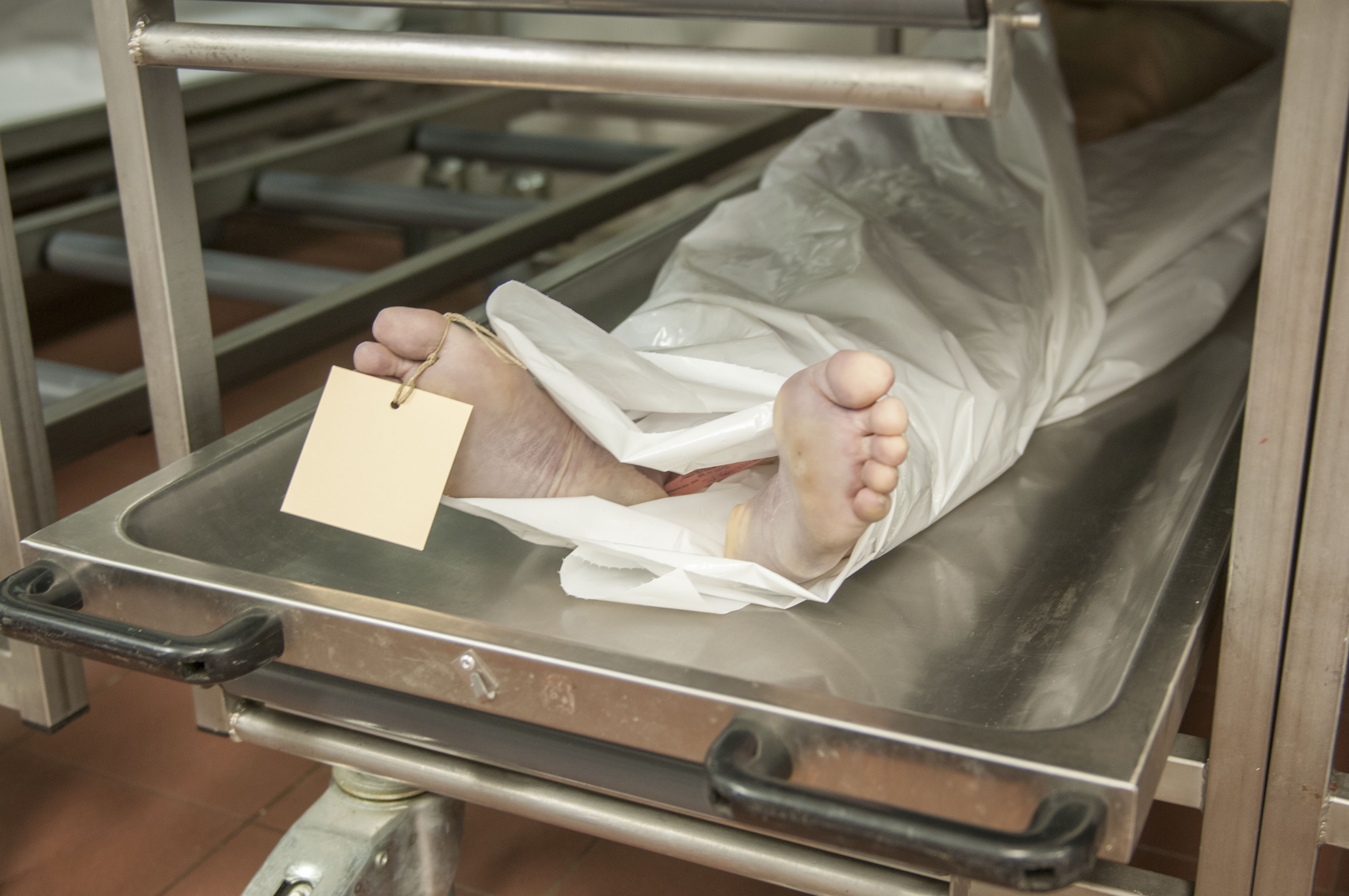
Ett lik i ett kylrum i Charité.

Ett lik är en avliden människas döda kropp. Uttrycken lik och preparat brukar användas för kroppar som undersöks på medicinutbildningar. När man undersöker ett lik kallas det obduktion. 

## Jämför med
- Kadaver